# 那佐湾
那佐湾（なさわん）は、徳島県海部郡海陽町の太平洋に面した湾である。

## 地理
鞆浦の南方、太平洋に突出した那佐半島に抱かれた奥深い波静かな入江で、面積4.5km2、幅は500mあり、湾内にある那佐港は天然の良港である。
古くからこの方面を航行する船舶は、避難港・炭水補給港として利用したといわれ、神功皇后・和那佐志深の伝説や、島弥九郎にちなむ三島の白椿、血の崎の由来など数々の物語や伝説の中にみられる。

## 湾内の主な島嶼
- 二子島
- 小島